# Setosellina capriensis
Setosellina capriensis is een mosdiertjessoort uit de familie van de Setosellinidae. De wetenschappelijke naam van de soort is voor het eerst geldig gepubliceerd in 1926 door Waters.